# Hyundai BlueOn
O BlueOn é um protótipo de veículo elétrico compacto da Hyundai.